# Президентские выборы в Камеруне (2018)
Выборы Президента Камеруна 2018 года состоялись 7 октября.

## История
Выборы состоялись 7 октября 2018 года. Результаты должны быть объявлены Конституционным советом Камеруна 21 октября 2018 года. Однако уже на следующий день после выборов кандидат Морис Камто объявил о своей победе над действующим президентом и другими кандидатами на пост руководителя страны.
22 октября действующий президент Поль Бийя был официально объявлен победителем.

## Результаты
| Кандидат | Кандидат                           | Партия                                        | Голосов   | %     |
| --- | ---------------------------------- | --------------------------------------------- | --------- | ----- |
| | Поль Бийя                          | Камерунское народное демократическое движение | 2 521 934 | 71,28 |
| | Морис Камто                        | Движение за возрождение Камеруна              | 503 384   | 14,23 |
| | Кабраль Либии                      | Вселенная                                     | 222 020   | 6,28  |
| | Джошуа Осих                        | Социал-демократический фронт                  | 118 706   | 3,35  |
| | Адаму Ндам Нджоя                   | Демократический союз Камеруна                 | 61 220    | 1,73  |
| | Гарга Аман Аджи                    | Альянс за демократию и развитие               | 55 048    | 1,55  |
| | Франклин Ндифор Афанви             | Национальное движение граждан Камеруна        | 23 687    | 0,67  |
| | Серж Эспуар Матомба                | Объединение людей для социального обновления  | 19 704    | 0,56  |
| | Акере Муна                         | Сейчас!                                       | 12 262    | 0,35  |
| Недействительные/пустые голоса | Недействительные/пустые голоса     | Недействительные/пустые голоса                | 52 716    | –     |
| Всего | Всего                              | Всего                                         | 3 590 681 | 100   |
| Зарегистрированные избиратели/явка                                                                                                  | Зарегистрированные избиратели/явка | Зарегистрированные избиратели/явка            | 6 667 754 | 53,85 |
| Источник: Paul Biya wins Cameroon presidential election with 71.28% (official) Архивная копия от 22 октября 2018 на Wayback Machine |                                    |                                               |           |       |